# كافية رمضان
الدكتورة كافية جواد رمضان الأحمد من مواليد الكويت حي شرق.
يمتاز إسلوبها بالاقتدار اللغوي والفكرة السلسة العميقة التي تدخل الذهن.
إلى جانب المقالة والبحوث التربوية والاجتماعية، تكتب قصصًا للأطفال، كما تكتب الشعر الفصيح والشعر العامي.

## دراستها
- في عام 1970 حصلت على ليسانس لغة عربية ودراسات إسلامية وتربية من جامعة الكويت
- في عام 1971 حصلت على ماجستير في التربية جامعة الكويت - موضوع رسالتها (مشكلات الطالبات المراهقات في الثانوية).
- في عام 1978 حصلت على درجة دكتوراة الفلسفة في التربية، من جامعة عين شمس في القاهرة وموضوعها (تقويم قصص الأطفال في الكويت).

## عملها
- عملت عضواً فنياً بمكتب مدير الجامعة عام 1976 - 1979.
- مدرسة في كلية التربية -جامعة الكويت-، ومتخصصة في مناهج وطرق تدريس اللغة العربية وأدب الأطفال عام 1979 - 1985
- رئيسة قسم المناهج وطرق التدريس 1985 - 1986، وكذلك 1989 - 1991
- أستاذ بقسم المناهج وطرق التدريس عام 1991
- شغلت عدة وظائف خارج الجامعة منها:
  - مستشار البرامج والمشاريع - المجلس العربي للطفولة والتنمية، القاهرة 1990 - 1991
  - مدير إدارة شؤون المرأة والطفل -سفارة دولة الكويت- المركز الإعلامي القاهرة 1990 - 1991
  - شاركت في العديد من اللجان التربوية والثقافية، في الهيئات الحكومية والوزارية والدولية.

## مسيرتها
- عضو رابطة الأدباء
- عضو جمعية الصحفيين
- اللجنة الدولية لمعرض برتسلافيا الدولي (IBB).
- عضو مجلس الأمناء، المجلس القومي للثقافة العربية.
- عضو لجنة خبراء ميثاق الطفل العربي - جامعة الدول العربية.
- عضو لجنة تحكيم جائزة ثقافة الطفل العربي - المنطقة العربية للتربية والثقافة والعلوم.
- عضو اللجنة العليا لتقويم العمل المسرحي لجائزة سمو الأمير.
- عضو اللجنة العليا لترشيد وتقنين كتب ولعب الأطفال - المجلس الوطني للثقافة والفنون والآداب.
- عضة لجنة تقويم (رسالة إلى بابا جابر) جمعية المعلمين.
- عضو لجنة تطوير الخبرات الدراسية لرياض الأطفال - وزارة التربية 1979م - 1981م.
- عضو اللجنة العلمية لمؤتمر الطفولة والتنمية في الوطن العربي.
- عضو المجلس التأسيسي للطفولة والتنمية.
- عضو لجنة خبراء المجلس العربي للطفولة والتنمية.
- عضو فريق البحوث في مؤسسة الإنتاج البرامجي المشترك لدول الخليج العربي (برنامج إفتح ياسمسم - الجزء الثالث).
- عضو اللجنة التنفيذية والاستشارية، وعضو لجنة البحث الشامل لمشروع التوعية الإعلامية بأضرار إتلاف مرافق الدولة - وزارة الداخليو - دولة الكويت.
- عضو لجنة تقويم مسرح الطفل في الكويت - المجلس الوطني للثقافة والفنون والآداب دولة الكويت.
- عضو لجنة تقويم العروض المسرحية الموجهة للأطفال - وزارة الإعلام - دولة الكويت.
- عضو عيئة تحرير مجلة (المختار) التي يصدرها المجلس العربي للطفولة والتنمية بالقاهرة.
- عضو الهيئة الإدارية لجمعية أعضاء هيئة التدريس، ومقررة اللجنة الثقافية (سابقاً).
- عضو الهيئة الإدارية للرابطة الكويتية للعمل الشعبي - القاهرة - أثناء الغزو العراقي للكويت.
- عضو المجلس الاستشاري للإعلام - وزارة الإعلام - دولة الكويت.
- رئيس تحرير مجلة (كويتنا) الموجهة للأطفال - وزارة الإعلام - دولة الكويت.
- رئيس تحرير مجلة (سدرة) مارس 1993 مجلة الأولاد والبنات.
- عضو المنظمة الأمريكية للبحوث التربوية (AERA).

## نشاطاتها الاجتماعية والثقافية
- المشاركة في كتابة برنامج إفتح يا سمسم.
- إعداد وتقديم برامج إذاعية للمرأة والطفل لمدة تزيد على 10 سنوات.
- إعداد وتقديم برنامج (كلنا للكويت) عن شهداء الكويت - مارس، أبريل 1991م. تلفزيون الكويت - وزارة الإعلام.
- إعداد وتقديم برنامج (قضايا وحوار) - تلفزيون دولة الكويت - وزارة الإعلام 1991م - 1992م.
- شاركت في العديد من المؤتمرات التربوية والاجتماعية داخل الكويت وخارجها.
- قدمت العديد من المحاضرات عن الطفل والتربية، الطفل والتلفزيون، ثقافة الطفل، حقوق الطفل، دور الأسرة الكويتية، الاتجاهات القرائية عند الأطفال، الأهل قدوة، في العديد من المؤسسات التربوية والثقافية.
- مثلت مؤسسة الكويت للتقدم العلمي في المؤتمر الإقليمي الخامس للمرأة في الخليج والجزيرة العربية - البحرين 18-21 مارس 1989م.
- كتبت العديد من المقالات والبحوث في التربية والأدب، ونشرت في الصحافة الكويتية، وفي مجلات وجرائد متفرقة، ومن هذه المقالات على سبيل المثال:

- النشاط المدرسي وأهميته.
- جون ديوي وآراؤه في الفلسفة والتربية.
- الطفل والمسرح في الكويت.
- قراءة في شعر يعقوب السبيعي.

- مقالات أسبوعية (اجتماعية تربوية) في مجلة أسرتي اعتباراً من مارس 1986 إلى نهاية 1988م.
- مقالات تربوية واجتماعية - مجلة زهرة الخليج (أسبوعياً) من نوفمبر 1987م وحتى الآن - دولة الإمارات العربية المتحدة.

## مؤلفاتها
لها العديد من البحوث والدراسات التي صدرت على عيئى كتب منها:
1. تقويم قصص الأطفال في الكويت - مطبعة حكومة الكويت 1978م.
2. قواعد الإملاء ومشكلات الكتابة العربية بالاشتراك مع د. حسن شحاتة - دار المعرفة القاهرة 1983م.
3. دليل بحوث تعلم اللغة العربية والدين الإسلامي في الوطن العربي 1900-1980 - المنظمة العربية للثقافة والعلوم - إدارة التربية تونس 1983م بالاشتراك مع الأستاذ الدكتور محمود رشدي خاطر، والاستاذ الدكتور رشدي طعمية، والأستاذ الدكتور حسن شحاته.
4. الدراسة العلمية لثقافة الطفل - المجلد الأول (ثقافة الطفل) بالاشتراك مع الأستاذة فيولا الببلاوي - مطبعة حكومة الكويت - 1984م.
5. الدراسة العلمية لثقافة الطفل - المجلد الثاني (الاثراء الثقافي للأطفال) بالاشتراك مع الدكتورة فيولا الببلاوي - مطبعة حكومة الكويت - 1987م.
6. تقويم المناهج وطرق التدريس وتقنيات التعليم بالاشتراك مع الأستاذ الدكتور عزت عبد الموجود - مطبعة حكومة الكويت.
7. إعداد المعلم وتدريبه في الكويت (دراسة تقويمية) بالاشتراك مع الأستاذ الدكتور عزت عبد الموجود، الدكتور عبد الله الشيخ - الكويت - مطبعة الكويت.
8. إستراتيجية بناء الإنسان الكويتي بالاشتراك مع الأستاذ الدكتور طلعت منصور، والأستاذة فيولا الببلاوي - سفارة دولة الكويت - القاهرة - المركز الإعلامي 1991.
9. دليل الكاتب في كتابة النصوص الموجهة إلى المرأة والأسرة - سفارة دولة الكويت - القاهرة - المركز الإعلامي 1991.
10. دليل الكاتب في كتابة النصوص الموجهة إلى الشباب - سفارة دولة الكويت - القاهرة - المركز الإعلامي 1991م.

## وصلات خارجية
- محاضرة تعزيز الهوية الوطنية أ.د.كافية رمضان، د.عادل الإبراهيم على اليوتيوب
- مقالة في جريدة جريدة الأنباء بعنوان كافية رمضان: أنا أول عربية تحصل على دكتوراه في أدب الطفل..وأميل إلى الكتابة والإعلام ولا أرى نفسي في السياسة
- مقالات أ. د. كافية رمضان على موقع جريدة النهار الكويتية